# Renato Ballardini
Renato Ballardini (Riva del Garda, 21 ottobre 1927 – Riva del Garda, 15 febbraio 2025) è stato un politico e avvocato italiano.

## Biografia
Durante la guerra di liberazione partecipa alla Resistenza. Laureato in giurisprudenza, è avvocato.
Giovanissimo ancora liceale, partecipò alla brigata partigiana che si era formata nella sua città natale, Riva del Garda, capitanata da Gastone Franchetti, a cui presero parte numerosi studenti del Liceo. Questa brigata venne assassinata barbaramente dalle forze di occupazione nazifasciste all'alba del 28 giugno 1944 (Eccidio di Riva del Garda) o fatta prigioniera e torturata. Renato Ballardini non venne catturato perché era appena salito in montagna: al suo posto venne imprigionato il padre Remo, che fu rilasciato in condizioni di salute compromesse, tanto che morì giorni appresso la scarcercazione.
Queste vicende impressero un segno indelebile negli ideali del giovane Renato e sono una chiave di lettura del suo impegno civile, politico e anche professionale.
Dal 1958 al 1979 è deputato.
Dal 21 gennaio 1964 al 1º gennaio 1965 è vicepresidente del Partito Socialista Italiano. Nel 1981 viene espulso dal partito per contrasti con Bettino Craxi. (modifica: RENATO BALLARDINI non è stato espulso dal PSI: dopo cinque mandati parlamentari per il partito,conclusi nel 1979, l’ultimo suo atto interno è quello di una lettera a Craxi del 3 agosto 1981, in cui si dichiarava “ben lieto di diventare Giudice costituzionale su designazione del partito”; due mesi dopo, il 7 ottobre 1981 - appariva sul giornale Alto Adige il suo scritto intitolato “Perché lascio il PSI”, così introdotto: "Renato Ballardini ha lasciato il partito socialista...L'Alto Adige gli ha chiesto di motivare pubblicamente la sua rottura con il Psi di Craxi". Pochi giorni prima il giornale La Repubblica del 4 ottobre 1981 scriveva testualmente di una “mini-scissione”, confermando che non ci fu una odiosa e autoritaria “espulsione” – come è stato vittimisticamente divulgato – ma appunto una vibrante autodecisione di “lasciare” il partito, dopo avervi militato nelle massime cariche per molti anni e dopo aver richiesto a Craxi di proporlo per la Corte costituzionale. Chi vorrà potrà vedere questi documenti su www.socialistitrentini.it nella pagina iniziale alla voce “Renato Ballardini, perché ‘lascia il Psi’” - scritto il 19.2.2025 da Nicola Zoller,segretario Psi del Trentino – Alto Adige)
Nel 1983 viene eletto nel Consiglio regionale del Trentino-Alto Adige nel Consiglio della Provincia Autonoma di Trento con il Partito Comunista Italiano. Si dimette nel 1986.

## Opere
- I guizzi di un pesciolino... rosso, Il Margine, 2007.